# Banský Studenec
Pour les articles homonymes, voir Studenec.
Banský Studenec (en allemand : Kohlbach bei Schemnitz ; en hongrois : Tópatak) est un village du district de Banská Štiavnica, dans la région de Banská Bystrica, en Slovaquie.

## Histoire
La première mention écrite du village date de 1266.

## Démographie

### Évolution de la population
| Année:               | 1994. | 2004.   | 2014.   | 2024.   |
| -------------------- | ----- | ------- | ------- | ------- |
| Nombre de personnes: | 465   | 469     | 463     | 461     |
| Différence:          |       | +0,86 % | -1,27 % | -0,43 % |

| Année:               | 2023. | 2024. |
| -------------------- | ----- | ----- |
| Nombre de personnes: | 461   | 461   |
| Différence:          |       | +0 %  |